# Nostolachma jenkinsii
Nostolachma jenkinsii là một loài thực vật có hoa trong họ Thiến thảo. Loài này được (Hook.f.) Deb & Lahiri mô tả khoa học đầu tiên năm 1975.